# Cockcroft-Walton-Beschleuniger
Der Cockcroft-Walton-Beschleuniger (manchmal auch Cockcroft-Walton-Generator genannt, obwohl damit eigentlich nur der Hochspannung erzeugende Teil der Anlage beschrieben wird und nicht der Teilchen-beschleunigende) ist ein mit Gleichspannung arbeitender Typ von Teilchenbeschleunigern.

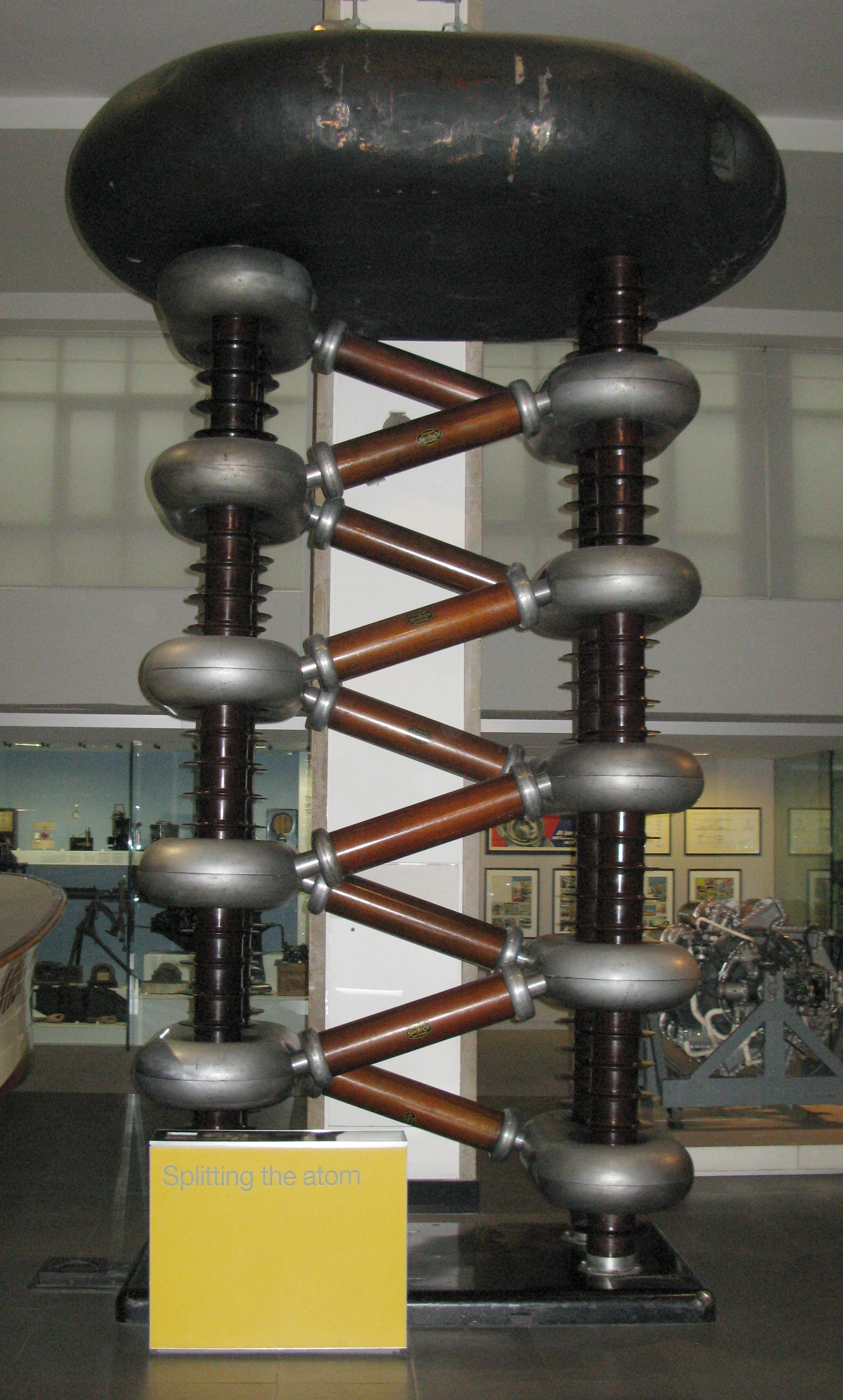
Cockcroft-Walton-Beschleuniger für 1 Megavolt Maximalspannung

## Geschichte
Seinen Entwicklern John Cockcroft und Ernest Walton gelang damit 1930 der erste Nachweis einer durch künstlich beschleunigte Teilchen ausgelösten Kernreaktion – damals stolz als Kernzertrümmerung bezeichnet. Dazu wurde Lithium mit Protonen der kinetischen Energie 300 keV bestrahlt. Als Reaktionsprodukte wurden Helium-4-Atomkerne (Alphateilchen) beobachtet:
{\displaystyle ^{7}\mathrm {Li} +\mathrm {p} \ \rightarrow \ ^{4}\mathrm {He} +{}^{4}\mathrm {He} +17{,}35\;\mathrm {MeV} } .

## Aufbau
Der eigentliche Beschleunigungsteil ist dem eines Van-de-Graaff-Beschleunigers sehr ähnlich: ein gerades Rohr, in dem Hochvakuum und ein in Längsrichtung orientiertes, zeitlich konstantes elektrisches Feld aufrechterhalten werden. Der Unterschied liegt darin, dass die Beschleunigungsspannung von einer Hochspannungskaskade erzeugt wird. Die Potentialringe des Beschleunigungsrohrs benötigen nicht wie beim Van-de-Graaff-Beschleuniger eine Widerstandskette als Spannungsteiler, sondern können einfach mit den einzelnen Spannungsstufen der Kaskade verbunden werden.
Durch Schwierigkeiten bei der Isolierung (Kriechstrom, Koronaentladung) ist die erreichbare Spannung wie bei Van-de-Graaff-Anlagen auf einige Megavolt begrenzt.
Zum Betrieb der Ionenquelle ist eine Stromversorgung innerhalb der Hochspannungselektrode (Terminal) nötig. Sie kann in einem Generator bestehen, der durch eine isolierende Welle von einem auf Erdpotential befindlichen Motor angetrieben wird. Bei kleinen Anlagen für z. B. 200 Kilovolt ist auch die Versorgung durch einen hochisolierenden Transformator möglich.

## Verwendung
Die Hochspannung muss nicht wie bei Van-de-Graaff-Anlagen durch elektrostatische Technik aufgebaut werden (mechanischer Transport von Ladung auf einem bewegten Isolator), sondern wird über Transformator und Spannungsvervielfacher aus dem Stromnetz gewonnen. Deshalb eignen Cockcroft-Walton-Anlagen sich auch für Anwendungen mit relativ hoher Stromstärke des Teilchenstrahls (bis zu vielen Milliampere). Andererseits ist ihre Hochspannung und damit die Teilchenenergie weniger genau konstant, sondern weist durch Welligkeit immer eine gewisse Unschärfe auf.
Cockroft-Walton-Beschleuniger spielen als selbständige Beschleunigungsanlagen für die physikalische Grundlagenforschung kaum noch eine Rolle. Sie dienen jedoch in vielen Großbeschleunigern wie Synchrotrons als erste Beschleunigungsstufe direkt am Ausgang der Ionenquelle.